# Lachemilla uhdeana
Lachemilla uhdeana är en rosväxtart som beskrevs av Carl Lebrecht Udo Dammer. Lachemilla uhdeana ingår i släktet Lachemilla och familjen rosväxter. Inga underarter finns listade i Catalogue of Life.